# Trachysomus camelus
Trachysomus camelus är en skalbaggsart som beskrevs av Jean Baptiste Lucien Buquet 1852. Trachysomus camelus ingår i släktet Trachysomus och familjen långhorningar. Inga underarter finns listade i Catalogue of Life.